# Akçakale
Akçakale (en arabe أقجة قلعة) est une ville et un district de Turquie, située à la frontière avec la Syrie dans la province de Şanlıurfa dans la région de l'Anatolie du sud-est. Elle compte une population estimée à plus de 28,684 habitants composée principalement d'Arabes.

## Histoire
Le 3 octobre 2012, alors qu'au cours des semaines précédentes la ville a déjà été frappée par plusieurs obus, un tir de mortier en provenance de Syrie tue une femme et ses quatre enfants, et fait une dizaine de blessés. L'attaque est suivie d'une riposte de l'artillerie turque sur des positions de l'armée régulière syrienne.
Le 30 juin 2014, l'État islamique s'est emparée de la ville de Tell Abyad de l'autre côté de la frontière. Depuis le poste-frontière entre Akçakale et Tell Abyad est devenu ensuite un important point de passage emprunté par les militants djihadistes pour pénétrer en Syrie. En juin 2015, Tell Abyad a été repris par les forces kurdes.